# Batalla de Aguanegra
La batalla de Aguanegra fue un enfrentamiento militar librado el 4 de noviembre de 1810, en el contexto de las primeras etapas de la Guerra de Independencia de Venezuela, durante la Campaña de Coro, entre las fuerzas expedicionarias leales a la Junta Suprema de Caracas y las tropas realistas fieles a la Regencia de España.

## Historia
La expedición mandada por el marqués Francisco Rodríguez del Toro partió de Carora el 30 de octubre de 1810. Dos días después llegaron a Siquisique, pero se enteraron de que en su camino había tropas realistas. Por ello, el marqués decidió permanecer en la villa y enviar al coronel Luis Santinelli a Pedregal y al coronel Miguel Ustáriz a San Luis para desalojar al enemigo. Este último, en Algodones, organizó una vanguardia a cargo del capitán Manuel de Negrete. El destacamento tenía unos 100 hombres y la misión de tomar los pueblos de Danta y Pozo Verde.
El 4 de noviembre, Negrete vence a una columna monárquica que intenta detenerle en Aguanegra. Según el parte del capitán, tomaron por sorpresa a los exploradores enemigos y capturaron a 7 prisioneros y algunos fusiles. Tres días después, tomaba el Pozo Verde y luego entraba en Danta y Guasaquire.